# The Royal London Hospital
The Royal London Hospital er et hospital i London. Det blev grundlagt i september måned 1740 og hed oprindeligt. The London Infirmary. I 1748 blev navnet ændret til The London Hospital og ved 250-års jubilæet i 1990 blev navnet ændret til The Royal London Hospital. De første patienter blev behandlet i et hus i Featherstone Street, Moorfields i november 1740. I maj 1741 flyttede hospitalet til Prescot Street, hvor det forblev indtil 1757, hvor det blev flyttet til dets nuværende lokation på sydsiden af Whitechapel Road, Whitechapel, i bydelen Tower Hamlets.[kilde mangler]
The Royal London er en del af Barts Health NHS Trust. The Royal London udfører tjenster for City of London og Tower Hamlets, og er specialiseret i tjenester inden for tertiær pleje for patienter i London. Det er også base for Londons ambulancehelikopterservice, der opererer fra en landingsplads på taget. Der er 675 senge, 110 afdelinger og 26 operationsstuer på The Royal London Hospital. Den nye bygning åbnede i februar 2012 og er den største enkeltstående akut hospitalsbygning i Europa.